# Sekaliporus kriegi
Sekaliporus kriegi är en skalbaggsart som beskrevs av Watts 1997. Sekaliporus kriegi ingår i släktet Sekaliporus och familjen dykare. Inga underarter finns listade i Catalogue of Life.